# Клопотіва
Клопотіва (рум. Clopotiva) — село у повіті Хунедоара в Румунії. Входить до складу комуни Риу-де-Морі.
Село розташоване на відстані 283 км на північний захід від Бухареста, 43 км на південь від Деви, 127 км на схід від Тімішоари.

## Населення
За даними перепису населення 2002 року у селі проживали 825 осіб, з них 824 особи (99,9%) румунів. Усі жителі села рідною мовою назвали румунську.